# Otomops madagascariensis
Otomops madagascariensis е вид бозайник от семейство Булдогови прилепи (Molossidae).

## Разпространение
Видът е разпространен в Мадагаскар.